# Hellmuth Hirth
Helmuth Hirth (24 abril 1886 - 1 juliol 1938) va ser un enginyer alemany, pioner de l'aviació, dissenyador d'avions i motors d'avió que va fundar les companyies de components per a motors Mahle GmbH i la companyia de motors aeronàutics Hirth Motoren.

## Biografia
Hirth va néixer a Heilbronn, va ser fill de l'enginyer Albert Hirth. Va ser el germà gran de Wolf Hirth que esdevindria un famós dissenyador, constructor i pilot de planadors.
De jove va ser enviat als Estats Units per fer l'aprenentatge com a mecànic a la companyia General Electric. Allí va desenvolupar el seu interès en l'aviació i quan va tornar a Alemanya es va vincular a aquesta indústria emergent. Va construir el seu propi avió el 1910 i aviat va anar a treballar a la companyia de dirigibles Zeppelin. Així mateix va ser un pilot experimentat. Des de l'esclat de la primera guerra mundial va ser Tienent de la Fliegertruppe i va guanyar la Creu de Ferro de 2ª classe sent greument ferit.
El 1920 va fundar la seva pròpia companyia de components per a motors Mahle i el 1927 va deixar-la per fundar Hilth Motoren i centrar-se més en l'aeronàutica.
L'1 de juliol de 1938 Hirth moria en un accident aeri a Karlsbad.